# مقابر الجبل والزناتي (عزبة)
مقابر الجبل والزناتى قرية تابعة لمركز السادات في محافظة المنوفية في جمهورية مصر العربية.